# امریگس
امریگس (انگلیسی: AmeriGas) شرکت گاز آمریکایی است، که در سال ۱۹۵۹ تأسیس شد.